# Tiếng Indonesia

Bản đồ thể hiện các quốc gia sử dụng nhiều tiếng Indonesia. Xanh đậm = quốc gia, xanh nhạt = được nói bởi > 1%.

Tiếng Indonesia (Bahasa Indonèsia [baˈhasa indoneˈsia]) là ngôn ngữ chính thức của Indonesia. Tiếng Indonesia là một tiếng chuẩn của tiếng Mã Lai được chính thức xác định cùng với tuyên ngôn độc lập của Indonesia năm 1945. Tiếng Mã Lai và tiếng Indonesia vẫn khá tương đồng.
Indonesia là quốc gia đông dân thứ tư thế giới. Phần lớn dân Indonesia, ngoài nói một thứ tiếng quốc ngữ này ra, thường thông thạo một thứ tiếng khu vực hoặc phương ngữ (ví dụ như Minangkabau, Sunda và Java), những ngôn ngữ được sử dụng phổ biến ở nhà và ở cộng đồng địa phương. Giáo dục chính quy, cũng như tất cả các phương tiện quốc gia và các hình thức truyền thông khác đều sử dụng tiếng Indonesia.
Ở Đông Timor, nơi từng là một tỉnh của Indonesia từ năm 1975 đến năm 1999, tiếng Indonesia được thừa nhận là một trong hai ngôn ngữ đang được sử dụng (ngôn ngữ còn lại là tiếng Anh, bên cạnh các ngôn ngữ chính thức là tiếng Tetum và tiếng Bồ Đào Nha).
Tên gọi "tiếng Indonesia" cho ngôn ngữ là Bahasa Indonesia (nghĩa đen là "ngôn ngữ của Indonesia"). Thuật ngữ này thỉnh thoảng được tìm thấy trong tiếng Anh nói và tiếng Anh viết. Ngoài ra, những người nói tiếng Anh thỉnh thoảng nhắc tới từ "Bahasa" với nghĩa tiếng Indonesia, mặc dù từ này đơn giản chỉ có nghĩa là "ngôn ngữ" nói chung chứ không đặc biệt chỉ định đó là tiếng Indonesia.

## Ngôn ngữ học
Tiếng Indonesia có thể được coi là một ngôn ngữ mở đến một mức độ nhất định nào đó. Trong những năm qua, các ngôn ngữ nước ngoài như tiếng Phạn, tiếng Trung Quốc, Ả Rập, Bồ Đào Nha, Hà Lan và tiếng Anh có ảnh hưởng và mở rộng tiếng Indonesia, chủ yếu thông qua trao đổi thương mại và truyền thông quốc tế.
Do tình trạng bán mở của nó, có nhiều người coi tiếng Indonesia (cũng như các hình thức khác của tiếng Mã Lai) là thiếu vốn từ vựng và thuật ngữ chuyên ngành. Tuy nhiên, một số nhà ngôn ngữ học cho rằng quan niệm này là một quan niệm sai lầm, vì một số lượng lớn từ vay mượn nước ngoài cũng có từ tương đương trong tiếng Indonesia. Ví dụ, để nói tới chiếc điện thoại di động "cell/mobile phone" trong tiếng Indonesia sử dụng một trong hai từ pon-sel/telepon seluler (nghĩa đen là điện thoại di động cellular-telephone), HP (phát âm hah-péh - hình thức viết tắt của "điện thoại tay") hoặc telepon genggam (nghĩa đen. "điện thoại cầm tay"). Những từ khác như nồi cơm điện "rice cooker" có thể được gọi đơn giản là "rice cooker", hoặc, một lần nữa, trong dạng tiếng Indonesia/Malaysia bản địa hơn được gọi là penanak nasi (một từ hình thành từ động từ menanak, có nghĩa là "nấu cơm bằng cách đun sôi "+ nasi, có nghĩa là "cơm đã được nấu chín"). Nhìn chung, việc sử dụng các từ ngữ bản địa và không bản địa trong tiếng Indonesia là ngang nhau và phản ánh những nỗ lực chung của đất nước theo hướng hiện đại hóa và toàn cầu hóa.
Lúc mới học nhiều khía cạnh ngữ pháp tiếng Indonesia tương đối đơn giản, điều này khiến cho tiếng Indonesia trở thành một trong những ngôn ngữ đơn giản nhất để học đối với người lớn [4]. Tiếng Indonesia không yêu cầu: chia thì động từ hay động tính từ, hình thức số nhiều, mạo từ và giống phân biệt cho các đại từ ngôi thứ ba. Điều quan trọng cần lưu ý là ngữ pháp của nhiều ngôn ngữ khác theo truyền thống cũng không được xem là "phức tạp", bao gồm cả tiếng Trung Quốc (xem ngữ pháp tiếng Trung Quốc) và tiếng Thái Lan chẳng hạn. Mặc dù vậy, tiếng Indonesia và tiếng Mã Lai nói chung được coi là ngôn ngữ dễ học, chủ yếu là vì chúng không phải là ngôn ngữ âm sắc và trong hệ thống chữ viết chúng không còn sử dụng các ký tự phức tạp nữa mà thay vào đó là tận dụng bảng chữ cái Latin. Những trường hợp tương tự cũng có thể được nhìn thấy trong các ngôn ngữ Đông Nam Á khác như tiếng Việt và tiếng Tagalog.
Tuy nhiên, tiếng Indonesia sở hữu một hệ thống phức tạp các phụ tố. Sự vắng mặt của các thì trong ngôn ngữ được thay thế bằng việc sử dụng các dạng hư từ, và (cũng như với bất kỳ ngôn ngữ nào) ngữ pháp tiếng Indonesia thường đưa ra một loạt các trường hợp ngoại lệ. Ngoài ra, sự đơn giản của ngữ pháp tiếng Indonesia tại mức độ của người bắt đầu học hoặc cấp cơ bản có những bất lợi, đó là làm cho người học có quan niệm sai lầm rằng ngữ pháp nâng cao tiếng Indonesia cũng đơn giản như thế.

## Lịch sử
.

Bản đồ phân bố tiếng Bali, một trong những ngôn ngữ ảnh hưởng đến âm vị học ngữ pháp và cung cấp nhiều từ mượn cho tiếng Indonesia
Ghi chú:Không chỉ tiếng Bali mà các ngôn ngữ bản địa khác của Indonesia cũng ảnh hưởng đến tiếng Indonesia, ví dụ như tiếng Java, tiếng Sundan và tiếng Betawi

Tiếng Indonesia là một dạng tiêu chuẩn của tiếng Mã Lai, một ngôn ngữ Nam Đảo (hoặc Malayo-Polynesian) và đã được sử dụng ở quần đảo Indonesia hàng thế kỉ nay. Cùng với tuyên bố độc lập của Indonesia vào năm 1945, tiếng Indonesia đã được nâng vị thế của mình lên thành ngôn ngữ chính thức của đất nước Indonesia.
Do nguồn gốc của mình, tiếng Indonesia (ở dạng chuẩn nhất) là dạng chính thức nghiêm ngặt của tiếng Mã Lai. Tuy nhiên, nó khác với tiếng Mã Lai ở nhiều khía cạnh, ví dụ như khác biệt về phát âm và từ vựng. Những điểm khác biệt này chủ yếu là do ảnh hưởng của tiếng Hà Lan và tiếng Java lên tiếng Indonesia. Tiếng Indonesia cũng bị ảnh hưởng bởi tiếng "Mã Lai bazaar", tiếng từng là ngôn ngữ chung thống nhất của quần đảo Indonesia trong thời thuộc địa, và vì thế bị ảnh hưởng một cách gián tiếp bởi các ngôn ngữ nói khác trên các đảo: tiếng Mã Lai Malaysia tuyên bố gần gũi hơn với tiếng Mã Lai văn chương của các thế kỉ trước.
Trong khi tiếng Indonesia được nói như tiếng mẹ đẻ (ngôn ngữ thứ nhất) bởi một tỉ lệ nhỏ dân số Indonesia (Indonesia đông dân) (tức là chủ yếu những người sống ở các vùng lân cận Jakarta), trên 200 triệu người Indonesia thường xuyên dùng tiếng bản địa - một số người nói với các cấp độ thông thạo khác nhau. Trong một quốc gia tự hào có hơn 300 tiếng bản địa và một loạt nhóm sắc tộc, việc sử dụng chính xác thứ tiếng Indonesia "hay và đúng" (đối nghịch với tiếng lóng Indonesia hay các phương ngữ vùng miền) là phương tiện giao tiếp rất quan trọng trên quần đảo này. Tiếng quốc ngữ được sử dụng nhiều trong các phương tiện truyền thông, các cơ quan chính phủ, các trường học, các đại học, các công sở, trong các thành viên tầng lớp trên hay tầng lớp quyền quý của Indonesia cũng như trong nhiều tình huống chính thức khác.
Hầu hết người bản địa nói tiếng Indonesia đồng ý rằng phiên bản tiếng Indonesia đúng tiêu chuẩn hiếm khi được dùng trong giao tiếp hàng ngày. Một người có thể tìm thấy tiếng Indonesia đúng chuẩn trong những cuốn sách, trong các cuốn nhật báo, hoặc là khi họ nghe/xem các bản tin/dự báo trên radio hay truyền hình, nhưng trong các hội thoại hàng ngày rất ít người nói tiếng Indonesia bản địa sử dụng thứ tiếng Indonesia đúng chuẩn. Trong khi đây là hiện tượng nói chung đối với hầu hết các ngôn ngữ trên thế giới (ví dụ, tiếng Anh nói không luôn tương ứng với các tiêu chuẩn tiếng Anh viết), mức độ "đúng" của tiếng Indonesia nói (được mô tả bởi ngữ pháp và từ vựng) bằng cách so sánh với dạng viết của nó thấp thấy rõ. Điều này chủ yếu do hầu hết người Indonesia có khuynh hướng sáp nhập các khía cạnh nào đó của các ngôn ngữ bản địa của họ (ví dụ tiếng Java, tiếng Sunda, tiếng Bali, và ngay cả các phương ngữ tiếng Trung Quốc, đặc biệt là tiếng Hokkien) với tiếng Indonesia. Kết quả là đã tạo ra rất nhiều dạng tiếng Indonesia vùng miền mà người nước ngoài nghe thấy khi đi tới bất kì thành phố/thị xã nào ở Indonesia. Hiện tượng này bị làm rối rắm bởi cách dùng tiếng lóng Indonesia, đặc biệt là ở các thành phố. Một ví dụ điển hình cho người nói tiếng Indonesia có ngữ điệu là cựu tổng thống Indonesia Soeharto, giọng Java của ông thấy rõ khi ông phát biểu.
Ách thuộc địa Hà Lan đã để lại một dấu ấn trong tiếng Indonesia. Dấu ấn này có thể được nhìn thấy trong các từ như polisi (cảnh sát), kualitas (chất lượng), wortel (cà rốt), kamar (căn phòng), rokok (điếu thuốc), korupsi (sự hỏng hóc), persneling (máy, dụng cụ, thiết bị), kantor (văn phòng), và resleting (khóa kéo). Bên cạnh tiếng Mã Lai, tiếng Bồ Đào Nha đã từng là ngôn ngữ chung thống nhất cho thương mại xuyên suốt quần đảo từ thế kỷ XVI đến đầu thế kỷ XIX. Các từ trong tiếng Indonesia có gốc từ tiếng Bồ Đào Nha gồm sabun (xà bông), meja (cái bàn), boneka (con búp bê), jendela (cửa sổ), gereja (nhà thờ), bola (quả bóng), bendera (lá cờ), roda (bánh xe), sepatu (từ gốc sapato = đôi giày), kereta (từ gốc caretão = xe chở hàng), bangku (từ gốc banco = cái ghế), keju (từ gốc queijo = phó mát), garpu (từ gốc garfo = cái nĩa), terigu (từ gốc trigo = bột mì), mentega (từ gốc manteiga = bơ), Sabtu (từ gốc Sabado = ngày thứ Bảy) (hay là Arabic Sabt = ngày Thứ Bảy) và Minggu (xuất phát từ domingo = ngày Chủ Nhật). Một số trong nhiều từ có gốc tiếng Trung Quốc (được biểu diễn ở đây bằng phát âm Hokkien/ Mandarin kèm theo cũng như các ký tự giản lược và truyền thống) gồm pisau (匕首 bǐshǒu - con dao), loteng, (楼/层 = lóu/céng - tầng/mức trên), mie (麵 > 面 Hokkien mī - mì), lumpia (潤餅 (Hokkien = lūn-piáⁿ) - bánh xèo tròn nhồi thịt nấm), cawan, (茶碗 cháwǎn - tách trà), teko (茶壺 > 茶壶 = cháhú [Mandarin], teh-ko [Hokkien] = ấm trà) và ngay cả các tiếng lóng được sử dụng rộng rãi như gua và lu (từ Hokkien 'goa' 我 và 'lu/li' 你 - có nghĩa là tôi/tôi(đối tượng hành động) và 'bạn'. Các từ gốc tiếng Phạn như kaca (kính, gương), raja (vua), manusia (nhân loại) bumi/ dunia (Trái Đất/ Thế giới) và agama (tôn giáo). Các từ gốc tiếng Ả Rập gồm kabar (tin tức), selamat/ salam (lời chào mừng), senin (ngày Thứ Hai), selasa (ngày Thứ Ba), jumat (ngày Thứ Sáu), ijazah (bằng cấp), hadiah (món quà), mungkin (xuất phát từ mumkin = có lẽ), maklum (đã hiểu), kitab (cuốn sách), tertib (chỉnh tề) và kamus (từ điển). Cũng có một số từ gốc tiếng Java, ví dụ aku (nghĩa là tôi/tôi (đối tượng hành động khi nói thân mật, suồng sã) và các dạng phái sinh từ nó, mengaku (để công nhận/thừa nhận).

## Phân loại
Tiếng Indonesia là một phần của nhóm con tiếng miền Tây Malayo-Polynesia, một nhánh của nhóm các ngôn ngữ Austronesia. Theo Ethnologue, tiếng Indonesia được thành hình sau Riau Malay, một dạng tiếng Mã Lai cũ ban đầu được nói ở Đông Bắc Sumatra. [7]

### Phân bố địa lý

Đây là bản đồ nơi tiếng Indonesia được nói chủ yếu. Màu lục đậm đại diện nơi tiếng Indonesia được nói như ngôn ngữ chính. Màu lục nhạt đại diện nơi nó là ngôn ngữ thiểu số.

Tiếng Indonesia được nói trên khắp đất nước Indonesia (và Đông Timor), mặc dù nó được sử dụng đáng kể như tiếng mẹ đẻ ở các khu vực thành thị và thường là ngôn ngữ thứ hai hoặc thứ ba ở các vùng nông thôn xa xôi của Indonesia. Ngoài ra có hơn 1,5 triệu người trên khắp thế giới cũng nói tiếng Indonesia, đặc biệt ở Hà Lan, Philippines và Malaysia. Tiếng Indonesia cũng được nói như ngôn ngữ hàng ngày ở một số vùng của Australia (chủ yếu ở đảo Giáng Sinh và các đảo Cocos (Keeling)), Brunei, Singapore, một số vùng ở Thái Lan (Miền nam Thái Lan), Đông Timor, Ả Rập Xê Út, Suriname, Nouvelle-Calédonie, và Hoa Kỳ.

### Vị thế chính thức
Tiếng Indonesia là ngôn ngữ chính thức của nước Indonesia.

## Âm thanh

### Ngữ âm học
Dưới đây là các âm vị của tiếng Indonesia hiện đại.
|                 | Trước | Giữa | Sau |
| --------------- | ----- | ---- | --- |
| Đóng            | iː    |      | uː  |
| Đóng trung bình | e     | ə    | o   |
| Mở trung bình   | (ɛ)   |      | (ɔ) |
| Mở              | a     |      |     |

Tiếng Indonesia còn có các nguyên âm đôi /ai/, /au/, và /oi/. Trong các âm tiết đóng, ví dụ như air (nước), tuy nhiên, hai nguyên âm không được phát âm như là một nguyên âm đôi.
|             | Âm môi | Apical | Postalveolar | Palatal | Velar | Glottal |
| ----------- | ------ | ------ | ------------ | ------- | ----- | ------- |
| Âm mũi      | m      | n      |              | ɲ       | ŋ     |         |
| Plosive     | p b    | t d    |              |         | k ɡ   | ʔ       |
| Âm liên kết |        |        | ʧ ʤ          |         |       |         |
| Âm cọ xát   | (f)    | s (z)  | (ʃ)          |         | (x)   | h       |
| Âm lỏng     |        | l r    |              |         |       |         |
| Âm gần đúng | w      |        |              | j       |       |         |

Chú ý: Các nguyên âm ở trong các dấu ngoặc là các allophone nhưng các phụ âm ở trong các dấu ngoặc là các âm tiết vay mượn và chỉ xuất hiện trong các từ mượn.

### Học phát âm
Sau đây là một số mẹo phát âm tiếng Indonesia dành cho người học nói tiếng Anh:
- /k/, /p/, và /t/ được bật hơi như trong các ngôn ngữ Romance hay trong tiếng Phần Lan, tức là chúng không được theo sau bởi tiếng gió rõ ràng như khi chúng ở trong các từ tiếng Anh.
- /t/ và /d/ là các phụ âm răng, hơn là alveolar như trong tiếng Anh.
- Khi /k/ ở cuối một âm tiết nó sẽ trở thành một chỗ dừng glottal, âm thanh của nó như thể bị cắt rất mạnh, ví dụ baik, bapak. Điều này tương tự với một số lượng các phương ngữ tiếng Anh mà /t/ sau cùng được glottal hóa ("got", "what"). Chỉ một số từ trong tiếng Indonesia có âm thanh này ở giữa, ví dụ bakso (những cục thịt viên), và nó được đại diện bởi một dấu lược (apostrophe) trong các từ phái sinh của tiếng Ả Rập như Al Qur'an.
- Chữ cái 'c' trong một từ không bao giờ được phát âm là 'k' hoặc 's' ví dụ kucing (có nghĩa là con mèo) được phát âm là [ˈkuːtʃiːŋ].
- Dấu nhấn được đặt trên penult(âm tiết kế cuối ở trong một từ) imate (thứ hai-đến-sau cùng) âm tiết của mỗi từ cơ sở. Nhưng nếu như âm tiết này chứa một nguyên âm trung tính thì trọng âm chuyển qua âm tiết sau cùng.

Để chi tiết hơn và để nghe các ví dụ, xem SEASite Guide to Pronunciation of Indonesian Lưu trữ ngày 16 tháng 6 năm 2014 tại Wayback Machine.

## Ngữ pháp

### Trật tự từ
Các tính từ, đại từ chỉ định và đại từ sở hữu theo sau danh từ mà chúng xác định.
Trật từ từ cơ bản của tiếng Indonesia là Chủ ngữ Động từ Tân ngữ (CĐT). Tuy nhiên nhiều người Indonesia sẽ nói theo lối bị động/cách gián tiếp, tức là theo trật tự từ dạng Tân ngữ Động từ Chủ ngữ (TĐC).
Trật tự từ dạng TĐC trong tiếng Indonesia thường sẽ cho phép lược bỏ chủ ngữ và/hoặc tân ngữ (ví dụ bỏ sót danh từ/đại từ) và có thể có lợi cho người nói/viết theo 2 cách:
Cách thêm nghĩa lịch sự và tôn kính vào một mệnh đề hoặc câu hỏi
Ví dụ, một trợ lý bán hàng lịch sự trong một cửa hàng có thể tránh hoàn toàn việc dùng các đại từ và hỏi:
| Phép lược đại từ (Chủ ngữ & Tân ngữ) | Bản dịch tiếng Việt (theo từng chữ) | Bản dịch tiếng Việt (thông thường) |
| ------------------------------------ | ----------------------------------- | ---------------------------------- |
| Bisa dibantu?                        | Có thể + được giúp?                 | (Tôi) có thể giúp (bạn)?           |

Sự tiện lợi khi chủ ngữ không được biết, không quan trọng hoặc được ngụ ý theo văn cảnh
Ví dụ, một người bạn có thể hỏi liên quan tới thời điểm bạn đã mua tài sản của mình, cái mà bạn có thể chịu trách nhiệm.
| Phép lược đại từ (Chủ ngữ được hiểu ngầm) | Bản dịch tiếng Việt (theo từng chữ)    | Bản dịch tiếng Việt (thông thường)        |
| ----------------------------------------- | -------------------------------------- | ----------------------------------------- |
| Rumah ini dibeli lima tahun yang lalu     | Ngôi nhà này + được mua 5 năm cách đây | Ngôi nhà này "đã được mua" cách đây 5 năm |

Sau cùng, sự lựa chọn giữa lối chủ động và bị động (và kéo theo đó là chọn trật tự từ) là một sự chọn lựa giữa chủ hành động và người bị tác động, và phụ thuộc khá nặng vào văn phong và văn cảnh.

### Cấu tạo từ
Tiếng Indonesia là một ngôn ngữ chắp dính. Những từ mới thường được hình thành thông qua ba phương pháp: phụ tố hóa (thêm các phụ tố lên từ gốc), hình thành một từ ghép (tổ hợp của hai hoặc nhiều từ riêng biệt), hay phép lặp lại (lặp lại các từ hay các phần của từ).

### Phụ tố
Tiếng Indonesia sử dụng một hệ thống phức tạp các phụ tố (tiền tố, trung tố, hậu tố, và phụ tố tình huống (confix, circumfix)). Các phụ tố được áp dụng với các quy tắc nhất định tùy thuộc vào chữ cái khởi đầu của từ cơ sở (TCS = từ cơ sở), ví dụ một động từ thường, một tính từ,...ở dạng đơn giản nhất của nó), và/hoặc phụ thuộc vào việc nối âm của âm tiết thứ hai. Ví dụ:
- Phụ tố Ber + ajar (dạy) = BeLajar (Chú ý chữ 'R' đã bị xóa và chữ 'L' đã được thêm vào)

= học
- Các phụ tố Me + ajar + -kan = meNGajarkan (Chú ý 'NG' đã được thêm vào)

= dạy (ngoại động từ)
Bằng phép so sánh:
- Phụ tố Ber + judi (đánh bạc, liều, mạo hiểm) = Berjudi (Chú ý Ber- giữ nguyên không đổi)

= đánh bạc, liều, mạo hiểm
- Các phụ tố Me + judi + -kan = meNjudikan (Chú ý 'N' được thêm vào)

= đánh bạc hết tiền, đánh bạc cuộc đời ai...
Cũng vậy, tùy thuộc vào phụ tố được sử dụng, một từ có thể có nhiều nghĩa ngữ pháp khác nhau (ví dụ me + makan (memakan) có nghĩa là ăn thứ gì đó (với nghĩa tiêu hóa nó), trong khi đó di + makan (dimakan) có nghĩa là "bị ăn" (thể bị động), ter + makan (termakan) có nghĩa là "bị ăn bất ngờ". Thông thường hai phụ tố được sử dụng để làm thay đổi nghĩa của một từ. Ví dụ, duduk có nghĩa là "ngồi xuống", mặc dù men + duduk + kan (mendudukkan) có nghĩa là "làm ai/cái gì ngồi xuống". Men + duduk + i (menduduki) có nghĩa là "ngồi lên cái gì đó", di + duduk + kan (didudukkan) có nghĩa là "bị kéo ngồi xuống", diduduki (diduduki) có nghĩa là "bị ngồi lên"...).
Cũng như với bất kì ngôn ngữ nào, ngữ pháp tiếng Indonesia có thể thường xuyên cho thấy một loạt các mâu thuẫn và ngoại lệ. Một vài từ cơ sở khi được kết với 2 phụ tố (ví dụ me + TCS + kan) có thể tạo ra một tính từ hơn là một động từ, hoặc thậm chí cả hai. Ví dụ, bosan khi được ghép với các phụ tố me- và -kan tạo ra từ membosankan, có nghĩa là "chán" (tính từ) hoặc "làm (ai đó) chán" (động từ chủ động).
Tuy nhiên, không phải tất cả các từ cơ sở đều có thể được ghép với các phụ tố, và chúng cũng không phải luôn luôn nhất quán trong ý nghĩa và cách dùng chúng sau này. Một ví dụ sơ đẳng là từ tinggal, nếu kết hợp từ này với các phụ tố thì nghĩa và cách sử dụng ngữ pháp sẽ thay đổi khá mạnh:
- Tinggal (dạng từ cơ sở (TCS)) = trú ngụ, sống (ở một nơi)
- Meninggal (MeN+TCS) = chết, biến mất, (dạng rút gọn của 'Meningal dunia' bên dưới)
- Meninggal dunia (MeN + TCS + từ) = qua đời, chết (nghĩa đen. lìa trần)
- Meninggalkan (MeN+TCS+kan) = rời bỏ (một nơi); bỏ lại phía sau/từ giã (ai/cái gì)
- Ketinggalan (Ke+TCS+an) = lỡ (xe buýt, tàu,...); bị bỏ lại phía sau
- Tertinggal (Ter+TCS) = bất ngờ bị bỏ lại phía sau
- Ditinggalkan (Di+TCS+kan) = bị bỏ lại phía sau; bị bỏ rơi
- Selamat tinggal (từ + TCS) = tạm biệt (nói với người ở lại)

Phụ tố danh từ là phụ tố mà khi thêm nó vào từ cơ sở sẽ hình thành danh từ. Sau đây là các ví dụ phụ tố danh từ:
| Loại phụ tố danh từ | Phụ tố    | Ví dụ của từ gốc        | Ví dụ của từ phái sinh                 |
| ------------------- | --------- | ----------------------- | -------------------------------------- |
| Tiền tố             | pe(N)-    | duduk (ngồi)            | penduduk (cư dân)                      |
|                     | ke-       | hendak (muốn)           | kehendak (sự khao khát)                |
|                     | juru-     | acara (sự kiện)         | juru-acara (chủ nhà sự kiện)           |
| Trung tố            | -el-      | tunjuk (chỉ, điểm)      | telunjuk (ngón trỏ, mệnh lệnh)         |
|                     | -em-      | kelut (bù xù)           | kemelut (sự hỗn loạn, cơn khủng hoảng) |
|                     | -er-      | gigi (những cái răng)   | gerigi (lưỡi có răng, răng cưa)        |
| Hậu tố              | -an       | bangun (tỉnh giấc, dậy) | bangunan (tòa nhà)                     |
| Phụ tố tình huống   | ke-...-an | raja (vua)              | kerajaan (vương quốc)                  |
|                     | pe-...-an | kerja (công việc)       | pekerjaan (nghề nghiệp)                |

(N) và (R) cho thấy nếu như một từ bắt đầu với những chữ cái nhất định (thường nhất là các nguyên âm hay các phụ âm k, p, s, t), chữ cái hoặc là sẽ bị bỏ qua hoặc là các chữ cái khác sẽ thay thế nó, thông thường nhất là với các chữ cái ở trong các dấu ngoặc đơn hoặc là m, ng, ny và l.
Một cách tương tự, phụ tố động từ được thêm vào các từ gốc để hình thành các động từ. Trong tiếng Indonesia, chúng là:
| Loại phụ tố động từ | Phụ tố           | Ví dụ từ gốc           | Ví dụ từ phái sinh                                 |
| ------------------- | ---------------- | ---------------------- | -------------------------------------------------- |
| Tiền tố             | be(L)-           | ajar (việc dạy)        | belajar (học) - nội động từ                        |
|                     | me(N)-           | tolong (sự giúp đỡ)    | menolong (giúp) - thể chủ động, ngoại động từ      |
|                     | me(NG)-          | gambar (bức tranh)     | menggambar (vẽ) - thể chủ động, ngoại động từ      |
|                     | di-              | ambil (sự lấy, sự bắt) | diambil (đang bị bắt) - thể bị động, ngoại động từ |
|                     | memper-          | dalam (chiều sâu)      | memperdalam (làm sâu)                              |
|                     | dipe(R)-         | dalam (sâu)            | diperdalam (đang được làm sâu hơn)                 |
|                     | te(R)-           | makan (ăn)             | termakan (bất ngờ ăn xong)                         |
| Hậu tố              | -kan             | letak (đặt, giữ)       | letakkan (giữ) - thức mệnh lệnh, ngoại động từ     |
|                     | -i               | jauh (xa)              | jauhi (tránh) - thức mệnh lệnh, ngoại động từ      |
| Phụ tố tình huống   | be(R)-...-an     | pasang (sửa)           | berpasangan (được sửa chữa)                        |
|                     | be(R)-...-kan    | dasar (cơ sở)          | berdasarkan (dựa trên nền tảng...)                 |
|                     | me(M)-...-kan    | pasti (chắc chắn)      | memastikan (đảm bảo)                               |
|                     | me(N)-...-i      | teman (đồng chí)       | menemani (đi theo)                                 |
|                     | mempe(R)-...-kan | guna (sử dụng)         | mempergunakan (dùng sai, tận dụng)                 |
|                     | mempe(L)-...-i   | ajar (dạy)             | mempelajari (học)                                  |
|                     | ke-...-an        | hilang (biến mất)      | kehilangan (mất mát)                               |
|                     | di-...-i         | sakit (nỗi đau)        | disakiti (bị làm tổn thương)                       |
|                     | di-...-kan       | benar (phải, đúng)     | dibenarkan (được phép để...)                       |
|                     | dipe(R)-...-kan  | kenal (biết, nhận ra)  | diperkenalkan (đang được giới thiệu)               |

Phụ tố tính từ được gắn vào từ cơ sở để tạo thành tính từ:
| Loại phụ tố tính từ | Phụ tố    | Ví dụ từ gốc                  | Ví dụ từ phái sinh            |
| ------------------- | --------- | ----------------------------- | ----------------------------- |
| Tiền tố             | te(R)-    | kenal (kiến thức, hiểu biết)  | terkenal (nổi tiếng)          |
|                     | se-       | rupa (sự xuất hiện, bề ngoài) | serupa (tương tự (với))       |
| Trung tố            | -em-      | cerlang (sáng)                | cemerlang (sáng dạ, xuất sắc) |
|                     | -er-      | sabut (vỏ)                    | serabut (bù xù)               |
| Phụ tố tình huống   | ke-...-an | barat (tây)                   | kebaratan (bị Tây hóa)        |

Ngoài các phụ tố này, tiếng Indonesia còn có nhiều phụ tố vay mượn từ các ngôn ngữ khác như tiếng Phạn, tiếng Ả Rập và tiếng Anh. Ví dụ maha-, pasca-, eka-, bi-, anti-, pro-, pra-,...

#### Từ ghép
Trong tiếng Indonesia, những từ mới có thể được tạo thành bằng cách nối hai hoặc nhiều từ cơ sở. Các từ ghép, khi chúng tồn tại tự do trong một câu, thường được viết rời. Các từ ghép chỉ được ghép lại với nhau khi chúng được giới hạn bởi confix hoặc khi chúng đã được coi như những từ bền vững.
Ví dụ, từ rumah nghĩa là ngôi nhà và makan nghĩa là ăn, được ghép lại và tạo thành một từ mời là rumah makan (nhà hàng, nhà ăn). Tương tự, ambil alih (take over) được tạo từ các từ gốc là ambil (take) và alih (shift), những sẽ liên kết với nhau khi một circumfix được đính vào nó, tức là pengambilalihan (takeover). Những từ bền vững như thế, ví dụ kakitangan (personnel), và kerjasama (co-oporation; corporation), được đánh vần như là một từ ngay cả khi các từ thành phần trong nó có thể tồn tại tự do trong các câu.

### Sự biến đổi phụ âm đầu
Tiếng Indonesia sử dụng sự biến đổi phụ âm đầu khi sử dụng các tiền tố me- và pe-. Điều này có nghĩa là tùy thuộc vào âm đầu của từ cơ sở, các âm được sử dụng trong tiền tố sẽ khác biệt; điều này dựa vào nơi phát âm.
Các âm theo sau hậu tố me- hoặc pe- thường là một âm mũi nasal (m, n, ny, ng) hoặc liquid (l, r). Việc âm nào được sử dụng phụ thuộc vào điểm phát âm. Ví dụ âm khởi đầu của beli, /b/, là một âm bi-labial (lúc phát âm dùng cả môi trên và môi dưới), vì vậy âm mũi nasal bi-labial, /m/ được đặt trước từ cơ sở, tạo thành membeli.
Phụ âm đầu bị đánh rơi nếu như nó không được phát âm (/p/, /t/, /s/, /k/), ví dụ menulis/tulis, memilih/pilih.

### Giống ngữ pháp
Nhìn chung tiếng Indonesia không sử dụng giống ngữ pháp và chỉ có những từ chọn lọc dùng giống tự nhiên. Ví dụ, cùng một từ được dùng cho "anh ấy" và "cô ấy" (dia/ia) hoặc cho "của anh ấy" và "của cô ấy" (dia/ia/-nya). Không có sự khác biết thật sự nào giữa "bạn gái" và "bạn trai" (ngoại trừ trong các thuật ngữ hội thoại hơn như cewek (con gái, bạn gái) và cowok (chàng trai, bạn trai). Nhìn chung phần lớn các từ trong tiếng Indonesia mà liên quan đến người có một dạng không phân biệt giới tính. Tuy nhiên, không như tiếng Anh, có sự khác biệt giữa già hơn và trẻ hơn (một đặc tính khá phổ biến đối với các ngôn ngữ châu Á). Ví dụ, adik chỉ những người em ruột ở cả hai giới và kakak chỉ các anh/chị già hơn. Để chỉ định giống tự nhiên của một danh từ, một tính từ được thêm vào. Vì vậy, adik laki-laki tương ứng với "em trai" nhưng thực sự có nghĩa là "em trai ruột thịt".
Có một số từ đã được giống hóa, ví dụ putri có nghĩa là "con gái", và putra có nghĩa là "con trai", còn pramugara có nghĩa "người phục vụ nam trên máy bay" (tiếp viên hàng không nam) và pramugari có nghĩa là "người phục vụ nữ trên máy bay" (nữ tiếp viên hàng không). Ví dụ khác sẽ là olahragawan, tương đương với "nam vận động viên thể thao", và olahragawati, có nghĩa là "nữ vận động viên thể thao". Thông thường, những từ như thế này (hoặc các hậu tố nhất định như "-a" và "-i" hoặc "-wan" và "wati") được hấp thụ từ các ngôn ngữ khác (trong các trường hợp này là từ tiếng Phạn thông qua tiếng Java cổ).
Ở một số vùng trên đất nước Indonesia như Sumatera và Jakarta, abang (một thuật ngữ đặc trưng-giống có nghĩa là "anh") được dùng phổ biến như là một dạng để chỉ những người nam già hơn hay các anh ruột, trong khi đó kakak (một thuật ngữ đặc trưng-không giống (có nghĩa là "chị") thường được dùng với nghĩa "chị". Tương tự, ảnh hưởng trực tiếp hơn từ các phương ngữ như tiếng Java và tiếng Trung Quốc cũng có thể thấy trong cách dùng sau đây của một số từ đã được giống hóa trong tiếng Indonesia. Ví dụ: Mas (tiếng Java = anh), M'bak (tiếng Java = chị), Koko (anh) và Cici (chị).

### Số nhiều hóa
Số nhiều được biểu thị bởi các phương tiện của phép lặp đôi, nhưng chỉ khi số nhiều được hiểu ngầm trong văn cảnh. Vì vậy "một người" là orang, và "nhân dân" là orang-orang, nhưng "một ngàn người" là seribu orang, vì cách sử dụng từ số lượng (chẳng hạn seribu) và không cần thiết đánh dấu dạng số nhiều.
Đối với người nước ngoài học tiếng Indonesia, khái niệm lặp đôi ngữ pháp không dễ nắm bắt như nó có vẻ thế. Bên cạnh biểu diễn số nhiều, phép lặp đôi còn có thể được sử dụng để tạo ra những từ có nghĩa khác. Ví dụ, hati có nghĩa là "trái tim" hoặc "người đang sống" (phụ thuộc vào ngữ cảnh) nhưng hati-hati lại có nghĩa là "cẩn thận" và thường được dùng như một động từ. Như đã dẫn ở trên, orang có nghĩa là "một người" trong khi đó orang-orang có nghĩa là "nhân dân", nhưng orang-orangan có nghĩa là "bù nhìn". Cũng vậy, không phải tất cả các từ đã được lặp đôi chỉ định dạng số nhiều của từ với nhiều từ được biểu diễn trong dạng lặp đôi một cách tự nhiên. Ví dụ, biri-biri (con cừu), kupu-kupu (bươm bướm) có thể hiểu ngầm hai nghĩa số ít hay số nhiều, phụ thuộc vào ngữ cảnh hoặc việc đã dùng số lượng.
Trái lại, cũng có một số loại các từ số nhiều được biểu diễn bởi phép lặp đôi của một từ phát âm tương tự (nhưng khác bản chất).Trong các trường hợp này âm chung của từ/đoạn câu được lặp lại, nhưng chữ cái khởi đầu của từ được lặp bị thay đổi. Ví dụ điển hình là sayur-mayur (không phải sayur-sayur) có nghĩa là "rau" (số nhiều). Một loại khác của phép lặp đôi có thể được hình thành thông qua cách dùng các phụ tố nhất định (ví dụ pe- + -an). Ví dụ, pepohonan (các cây khác nhau, xuất phát từ từ pohon [cây]), perumahan (những ngôi nhà, xuất phát từ từ rumah [ngôi nhà]) hoặc pegunungan (các ngọn núi, dãy núi, xuất phát từ từ gunung [ngọn núi]), và cứ thế.
Một cách hữu dụng khác để ghi nhớ khi số nhiều hóa trong tiếng Indonesia là beberapa, có nghĩa là "một vài". Ví dụ có thể dùng beberapa pegunungan để miêu tả một loạt các dãy núi, và beberapa kupu-kupu để miêu tả nhiều con bươm bướm (số nhiều).

### Đại từ

#### Đại từ nhân xưng
Kami nghĩa là "chúng tôi". Kita nghĩa là "chúng ta" (= "chúng tôi"+bạn). Cách sử dụng kami và kita ngày càng trở nên rắc rối trong tiếng Indonesia hội thoại.
Có hai dạng chính của đại từ "tôi", đó là saya và aku. Mặc dù có chung nghĩa, saya được xác định là dạng xã giao hơn, trong khi đó Aku thường được sử dụng với gia đình, bạn bè, và với người yêu.
Có ba dạng của đại từ "bạn", đó là kamu, Anda và kalian. Anda là dạng lịch sự nhất của đại từ "bạn" và được sử dụng với người nào đó mà bạn mới quen, dành cho quảng cáo, với các vị trí công việc hoặc với người mà bạn muốn tỏ lòng tôn kính. Kalian là dạng số nhiều của "bạn" (nghĩa là "các bạn") và thường được dùng hơi suồng sã.
Chú ý: Do cấu trúc chung của xã hội Indonesia và các ảnh hưởng từ các phương ngữ tôn giáo, có rất nhiều đại từ khác tồn tại trong tiếng Indonesia. Một vài trong số đó là các "đại từ thêm vào" có thể biểu hiện cho thái độ vô cùng lịch sự và kính trọng (ví dụ: saudara/saudari = bạn (nam/nữ) hoặc Anda sekalian = các bạn (lịch sự, dạng số nhiều)), chỉ có thể được sử dụng trong các tình huống suồng sã nhất (ví dụ: gua/ lu = tôi (đối tượng của hành động)/ bạn - xem tiếng lóng Indonesia), hoặc thậm chí có thể có những sắc thái lãng mạn hoặc văn chương nào đó (ví dụ: daku/dikau = tôi (đối tượng của hành động)/bạn).
Các đại từ nhân xưng phổ biến trong tiếng Indonesia
| Loại          | Tiếng Indonesia                                                                                 | Tiếng Việt                         |
| ------------- | ----------------------------------------------------------------------------------------------- | ---------------------------------- |
| Ngôi thứ nhất | Saya (dạng chuẩn, lịch sự), Aku (suồng sã, thân mật), Gua (suồng sã, tiếng lóng)                | Tôi, tôi (đối tượng của hành động) |
|               | Kami, Kita                                                                                      | Chúng tôi, chúng ta                |
| Ngôi thứ hai  | Anda (lịch sự, xã giao), Saudara/Saudari (lịch sự, xã giao)                                     | Bạn                                |
|               | Kamu (thân mật, suồng sã), (Eng)kau (thân mật, suồng sã), Lu (suồng sã, tiếng lóng)             | Bạn                                |
|               | Kalian (số nhiều, suồng sã), Anda sekalian (số nhiều, xã giao), Saudara(i)-saudara(i) (lịch sự) | Bạn                                |
| Ngôi thứ ba   | Ia, Dia                                                                                         | Anh ấy, Chị ấy, Nó                 |
|               | Beliau (thái độ rất kính trọng)                                                                 | Anh ấy, Chị ấy                     |
|               | Mereka                                                                                          | Họ                                 |

#### Đại từ sở hữu
| Loại của đại từ sở hữu | | Các đại từ sở hữu        | Ví dụ của từ gốc | Ví dụ của từ (các từ) phái sinh                                              |
| ---------------------- | --- | ------------------------ | ---------------- | ---------------------------------------------------------------------------- |
| Ngôi thứ nhất          | Saya, Aku (Tôi)                                                                                      | -ku                      | meja (Cái bàn)   | mejaku (Cái bàn của tôi)                                                     |
|                        | Kami (chúng tôi, chỉ tới ngôi thứ nhất và thứ ba), kita (chúng ta, chỉ tới ngôi thứ nhất và thứ hai) | ... (milik) kami/kita    | kursi (cái ghế)  | kursi (milik) kami, kursi (milik) kita (cái ghế của chúng tôi)               |
| Ngôi thứ hai           | Kamu (bạn)                                                                                           | -mu                      | meja (cái bàn)   | mejamu (cái bàn của bạn)                                                     |
|                        | Anda, Saudara (bạn(lịch sự))                                                                         | ... (milik) Anda/Saudara | kursi (chair)    | kursi (milik) Anda/Saudara (your chair)                                      |
|                        | Kalian (bạn(số nhiều))                                                                               | ... (milik) kalian       | kursi (cái ghế)  | kursi (milik) kalian (cái ghế của các bạn)                                   |
| Ngôi thứ ba            | Dia, Ia (anh ấy, chị ấy, nó)                                                                         | -nya                     | meja (cái bàn)   | mejanya (cái bàn của anh ấy, cái bàn của chị ấy, cái bàn của nó)             |
|                        | Beliau (anh ấy, chị ấy, nó (lịch sự))                                                                | ... (milik) Beliau       | meja (cái bàn)   | meja (milik) Beliau (cái bàn của anh ấy, cái bàn của chị ấy, cái bàn của nó) |
|                        | Mereka (họ)                                                                                          | ... (milik) mereka       | kursi (cái ghế)  | kursi (milik) mereka (cái ghế của họ)                                        |

#### Đại từ chỉ định
Có hai loại đại từ chỉ định trong tiếng Indonesia. Ini (cái...này, những cái...này) được sử dụng cho danh từ nói chung gần với người nói. Itu (cái...kia, những cái... kia) được sử dụng cho danh từ nói chung xa với người nói. Có sự khác nhau giữa dạng số ít và dạng số nhiều. Tuy nhiên, dạng số nhiều có thể được chỉ định qua việc lặp của một danh từ theo sau bởi một đại từ chỉ định. Cũng như vậy, từ yang thường được đặt trước các đại từ chỉ định để nhấn mạnh hoặc khẳng định sự chắc chắn, đặc biệt khi cần tham khảo hoặc yêu cầu ai/cái gì đó.
Cách sử dụng khác nhau
| Đại từ chỉ định | Cách dùng đơn giản | Nghĩa tiếng Việt |
| --------------- | ------------------ | ---------------- |
| Ini             | Buku ini           | Cuốn sách này    |
| Itu             | Kucing itu         | Con mèo này      |

| Đại từ chỉ định | Dạng số nhiều (thông qua việc lặp danh từ) | Nghĩa tiếng Việt    |
| --------------- | ------------------------------------------ | ------------------- |
| Ini             | Buku-buku ini                              | Những cuốn sách này |
| Itu             | Kucing-kucing itu                          | Những con mèo kia   |

| Đại từ chỉ định + yang | Câu ví dụ                                                     | Nghĩa tiếng Việt                                                        |
| ---------------------- | ------------------------------------------------------------- | ----------------------------------------------------------------------- |
| Yang ini               | Q: Anda mau membeli buku yang mana? A: Saya mau beli yang ini | Q: Bạn muốn mua cuốn sách nào? A: Tôi muốn mua cuốn này (cuốn sách này) |
| Yang itu               | Q: Kucing mana yang makan tikusmu? A: Yang itu!               | Q: Con mèo nào đã ăn con chuột của bạn? A: Con kia (Con mèo kia)!       |

### Động từ
Các động từ không bị biến đổi đuôi đối với người và số lượng, và không được đánh dấu cho thì; thì được đánh dấu thay thế bằng trạng từ thời gian (ví dụ "ngày hôm qua") hoặc bởi các từ chỉ thị thì khác (thỉnh thoảng chỉ các hư từ tình thái), như là belum (chưa) hoặc là sudah (đã). Mặt khác, có một hệ thống các phụ tố động từ phức tạp để chỉ các sắc thái của nghĩa và đánh dấu các thể bị động - chủ động. Các phụ tố như thế bao gồm các tiền tố, trung tố, hậu tố và các tổ hợp của chúng; tất cả chúng thường bị lờ đi trong các cuộc hội thoại thân mật.

### Tính từ
Trong tiếng Indonesia các tính từ theo sau các danh từ:
| Tiếng Indonesia                | Trật tự từ tiếng Việt tương ứng              | Bản dịch tiếng Việt thông thường  |
| ------------------------------ | -------------------------------------------- | --------------------------------- |
| Mobil merah                    | Xe hơi + màu đỏ                              | Xe hơi màu đỏ                     |
| Dia orang yang terkenal sekali | Anh ấy/chị ấy + người + mà + nổi tiếng + rất | Anh/Chị ấy là người rất nổi tiếng |
| (Sebuah) cerita panjang        | (Một) câu chuyện + dài                       | Một câu chuyện dài                |

### Số từ
Từ 1 đến 10: satu, dua, tiga, empat, lima, enam, tujuh, delapan, sembilan, sepuluh (puluh).
Từ 11 đến 19 được tạo thành bằng cách thêm hậu tố -belas, 11 — sebelas, 12 — duabelas, 13 — tigabelas và tiếp tục như vậy.
Các số tròn chục được tạo thành bằng cách thêm hậu tố -puluh, 20 — duapuluh, 30 — tigapuluh, 40 — empatpuluh, và tiếp tục như vậy. 100 — seratus, 500 — limaratus và tiếp tục như vậy. 1000 — seribu, 5000 — limaribu.
82 — lapanpuluhdua.
Các số từ thứ tự có tiền tố ke-: pertama (thứ nhất), kedua (thứ hai), kelima (thứ năm) và tiếp tục như vậy.

### Từ chỉ đơn vị
Một điểm khác biệt nữa của tiếng Indonesia là việc sử dụng từ chỉ đơn vị. Việc sử dụng từ chỉ đơn vị trong tiếng Indonesia tương tự nhiều ngôn ngữ châu Á khác, gồm tiếng Thái, tiếng Lào, tiếng Trung Quốc, tiếng Việt, tiếng Mianma, và tiếng Bengali.
Các ví dụ cho các từ chỉ đơn vị này là: ekor (dùng cho động vật), buah (nói chung được dùng cho các vật vô sinh), orang (dùng cho người), lembar (dùng cho giấy), helai (dùng cho các vật dài, mỏng và nói chung phẳng), biji (dùng cho các vật tròn, bé nhỏ), batang (dùng cho các vật dài có hình que),.... Tuy nhiên, những từ chỉ đơn vị này có thể không luôn luôn được sử dụng trong các hội thoại thân mật, suồng sã. 
| Tiếng Indonesia                  | Bản dịch tiếng Việt theo từng chữ | Bản dịch tiếng Việt thông thường |
| -------------------------------- | --------------------------------- | -------------------------------- |
| Tiga ekor sapi                   | Ba cái đuôi (của) con bò          | Ba con bò                        |
| Sepuluh orang tentara            | Mười người lính                   | Mười người lính                  |
| Lima lembar/ helai/ carik kertas | Năm tờ/mẩu (của) giấy             | Năm tờ/mẩu giấy                  |
| Sebelas buah apel                | Mười một trái (của) táo           | Mười một trái táo                |

- Chú ý quan trọng, khi một từ chỉ đơn vị được dùng kết hợp với duy nhất "một" vật, tiền tố số lượng se- được dùng phía trước từ chỉ đơn vị chứ không phải dùng satu. Do đó một quả chuối sẽ được dịch là (se + từ chỉ đơn vị + vật) = sebuah pisang.

### Phép phủ định
Có ba dạng chính của phép phủ định được sử dụng trong tiếng Indonesia, có tên là tidak, bukan và belum.
- Tidak (thỉnh thoảng được viết gọn thành tak) được dùng cho phép phủ định của một động từ hoặc một tính từ.

Ví dụ: "saya tidak tahu" = I do not know 
Hoặc là "Ibu saya tidak senang" = My mother is not happy
- Bukan được sử dụng cho phép phủ định của một danh từ.

Ví dụ: "Itu bukan anjing saya" = That is not my dog
- Belum ban đầu được sử đụng để bác bỏ một câu văn với ý nghĩa rằng cái gì đó chưa được hoàn thành hoặc thấu hiểu. Theo nghĩa này, belum có thể được sử dụng như một lời đáp phủ định đối với câu hỏi.

Ví dụ: "Anda sudah pernah ke Indonesia (belum)? "Belum, saya masih belum pernah pergi ke Indonesia" = Have you ever been to Indonesia before, (or not)? No, I have not yet been to Indonesia HOẶC "Orang itu belum terbiasa tinggal di Indonesia" = That person is not (yet) used to living in Indonesia.
Chú ý: Một loại khác của phép phủ định liên quan đến từ jangan, tương đương trong tiếng Anh là "don't" hay "do not". Jangan được sử dụng cho phủ định cầu khiến/khuyên bảo đối với một hành động xác định. Ví dụ, "Jangan tinggalkan saya di sini!" = 'Don't leave me here!'

### Sự nhấn mạnh
Mặc dù trật từ từ cơ bản của tiếng Indonesia là Chủ ngữ Động từ Tân ngữ (CĐT), như đã được đề cập ở trên, người ta vẫn có thể thường xuyên sử dụng thể bị động hoặc đảo lộn trật tự từ, hay việc thêm vào từ nhấn mạnh lên một hư từ câu nào đó. Hư từ được nhấn mạnh thường được đặt ở đầu câu. Trong tiếng Indonesia nói, khía cạnh của câu đang được nhấn mạnh thường được theo sau bởi một khoảng dừng ngắn trước khi bắt đầu phần còn lại của câu.
Một số ví dụ:
- Saya pergi ke pasar kemarin "Tôi đã đi tới chợ hôm qua" — trung tính, nhấn mạnh chủ ngữ.
- Kemarin saya pergi ke pasar "Hôm qua tôi đã đi tới chợ" — nhấn mạnh "hôm qua".
- Ke pasar saya pergi, kemarin "Tới chợ tôi đã đi hôm qua" — nhấn mạnh nơi mà tôi đã đi hôm qua.
- Pergi ke pasar, saya, kemarin "Tới chợ đã đi tôi hôm qua" — nhấn mạnh quá trình đi tới chợ.

Chú ý đặc biệt: Một vài trong số các ví dụ ở trên (chính là 2 ví dụ sau cùng) thường gặp trong tiếng Indonesia dạng nói hơn là dạng viết.

## Từ vựng
Tiếng Indonesia, một phương ngữ hiện đại của tiếng Mã Lai đã vay mượn rất nhiều từ từ nhiều ngôn ngữ, bao gồm: tiếng Phạn, tiếng Ả Rập, tiếng Ba Tư, tiếng Bồ Đào Nha, tiếng Hà Lan, tiếng Trung Quốc và nhiều ngôn ngữ khác, bao gồm các tiếng Nam Đảo khác. Người ta ước tính rằng trong tiếng Indonesia hiện đại có khoảng 750 từ mượn tiếng Phạn, 1.000 từ mượn tiếng Ả Rập, một số từ gốc tiếng Ba Tư và tiếng Hebrew, khoảng 125 từ gốc tiếng Bồ Đào Nha (tiếng Tây Ban Nha và tiếng Ý cũng vậy) và một số lượng đáng kinh ngạc là 10.000 từ mượn gốc tiếng Hà Lan. Sau cùng tiếng Indonesia cũng bao gồm nhiều từ mượn gốc các tiếng châu Âu khác, mà khi đi qua Hà Lan thì được gọi là "từ vựng quốc tế". Phần lớn các từ Indonesia lại đến từ kho từ vựng gốc di sản Nam Đảo (bao gồm cả tiếng Mã Lai cổ).
Mặc dù Ấn Độ giáo và Phật giáo không còn là những tôn giáo chính của Indonesia, tiếng Phạn đã từng là phương tiện ngôn ngữ của những tôn giáo này, và vẫn còn được trọng vọng, có thể so sánh với tình trạng của Latin trong tiếng Anh và các ngôn ngữ phương Tây khác ở châu Âu. Cư dân Bali và đảo Java có xu hướng đặc biệt tự hào về di sản Hindu-Phật giáo. Tiếng Phạn cũng là nguồn chính cho những từ ngữ mới (neologisms). Đó là những từ thường được hình thành từ các gốc tiếng Phạn. Các từ vay mượn từ tiếng Phạn bao trùm nhiều khía cạnh của tôn giáo, nghệ thuật và cuộc sống hàng ngày. Ảnh hưởng tiếng Phạn đến từ các mối giao tiếp với Ấn Độ từ rất lâu trước công nguyên. Các từ hoặc được vay mượn trực tiếp từ Ấn Độ hoặc qua trung gian của các ngôn ngữ Java cổ. Trong ngôn ngữ cổ điển của Java, tiếng Java cổ, số lượng các từ vay mượn tiếng Phạn lớn hơn nhiều. Tiếng Java cổ - từ điển tiếng Anh bởi giáo sư P.J. Zoetmulder, SJ (1982) có chứa không ít hơn 25.500 mục. Gần một nửa là từ vay mượn tiếng Phạn. Từ vay mượn tiếng Phạn, không giống như những ngôn ngữ khác, đã du nhập vào từ vựng cơ bản của tiếng Indonesia đến mức mà đối với nhiều người họ không còn cho đó là từ ngoại lai nữa.
Các từ vay mượn từ tiếng Ả Rập chủ yếu liên quan đến tôn giáo, đặc biệt với Hồi giáo đúng như được mong đợi. Allah là từ để chỉ Thiên Chúa, ngay cả trong các bản dịch Kinh Thánh Thiên chúa giáo. Nhiều dịch giả Kinh Thánh tiên phong khi gặp phải một số từ hoặc tên riêng bất thường trong tiếng Do Thái, họ đã sử dụng các từ họ hàng trong tiếng Ả Rập. Trong các bản dịch mới hơn người ta không làm vậy nữa. Bây giờ họ chuyển các tên sang tiếng Hy Lạp hoặc sử dụng từ gốc tiếng Do Thái (Hebrew). Ví dụ, tên Jesus ban đầu được dịch là Isa, nhưng hiện nay được đánh vần là "Yesus". Các bài Thánh ca từng được dịch là "Zabur", tên tiếng Ả Rập, nhưng bây giờ nó được gọi là "Mazmur" tương ứng nhiều hơn với tiếng Do Thái.
Các từ vay mượn từ tiếng Bồ Đào Nha là các từ thông dụng chủ yếu liên kết với các bài báo mà các thương nhân châu Âu đầu tiên và các nhà thám hiểm đã mang tới cho Đông Nam Á. Người Bồ Đào Nha nằm trong số những người phương Tây đầu tiên đi thuyền về phía đông tới "quần đảo Spice".
Các từ mượn từ tiếng Trung Quốc thường liên quan đến ẩm thực, thương mại, hoặc thường chỉ những thứ chỉ có ở Trung Quốc. Tiếng Trung Quốc hiện diện đáng kể trong toàn bộ khu vực Đông Nam Á. Theo điều tra dân số năm 2000, số lượng tương đối của người gốc Trung Quốc tại Indonesia là gần 1%, thực tế có thể còn nhiều hơn.
Sức mạnh cựu thực dân Hà Lan đã để lại bộ từ vựng ấn tượng. Những từ vay mượn từ tiếng Hà Lan cũng như từ các ngôn ngữ không phải là Italo-Iberia khác và các từ vay mượn từ các ngôn ngữ châu Âu thông qua tiếng Hà Lan bao trùm tất cả các khía cạnh đời sống. Một số từ vay mượn từ tiếng Hà Lan có cả chùm phụ âm gây khó khăn cho người nói tiếng Indonesia. Vấn đề này thường được giải quyết bằng cách chèn các nguyên âm trung tính (schwa). Ví dụ như tiếng Hà Lan "schroef" ((IPA | [sxruf])) →"sekrup" ((IPA | [səkrup])).
Vì tiếng Indonesia hiện đại vay mượn nhiều từ các nguồn nước ngoài nên có rất nhiều từ đồng nghĩa. Ví dụ, tiếng Indonesia có tới ba từ cho từ "cuốn sách", đó là "pustaka" (từ tiếng Phạn), "kitab" (từ tiếng Ả Rập) và "buku" (từ tiếng Hà Lan). Không ngạc nhiên khi các từ này có một chút ý nghĩa khác nhau. Một "pustaka" thường kết nối với trí tuệ cổ đại hoặc đôi khi với những kiến thức bí truyền. Một dạng phái sinh là từ "perpustakaan" có nghĩa là một thư viện. Một "kitab" thường là sách tôn giáo hoặc là cuốn sách có chứa các hướng dẫn đạo đức. Những từ trong tiếng Indonesia chỉ Kinh Thánh là "Alkitab và Injil", cả hai đều bắt nguồn trực tiếp từ tiếng Ả Rập. Cuốn sách chứa các bộ luật hình sự cũng được gọi là "kitab". "Buku" là từ phổ biến nhất để chỉ "cuốn sách".
Ngoài những từ nêu trên (và những từ vay mượn được liệt kê theo đề mục "Lịch sử" ở phần đầu của bài viết này), cũng có sự vay mượn trực tiếp từ các ngôn ngữ khác trên thế giới, chẳng hạn như "karaoke" từ tiếng Nhật, và "modem" từ tiếng Anh.

## Tiếng Indonesia nói và tiếng Indonesia không chính thức
Trong tiếng Indonesia nói một cách rất thân mật, các từ khác nhau được thay bằng các từ bản chất ít chính thức hơn (ví dụ tidak (không) thường được thay thế bằng tiếng Java nggak trong khi đó seperti (như, tương tự với) thường được thay thế bởi kayak (được phát âm là kai-yah)). 
Đối với phát âm, hai nguyên âm ai và au ở cuối các từ cơ sở được phát âm điển hình là /e/ và /o/. Trong dạng viết thân mật cách đánh vần các từ bị biến đổi để phản ánh cách phát âm thực tế với mục đích giảm thiểu công sức phát ra từ. Ví dụ: capai trở thành cape hoặc capek, pakai trở thành pake, kalau trở thành kalo.
Trong các động từ, tiền tố me- thường bị bỏ qua, mặc dù một phụ âm mũi khởi đầu vẫn thường được giữ lại. Ví dụ: mengangkat trở thành ngangkat (từ cơ sở là angkat). Các hậu tố -kan và -i thường được thay bởi -in. Ví dụ: mencarikan trở thành nyariin, menuruti trở thành nurutin. Khía cạnh ngữ pháp sau cùng là khía cạnh thường có liên quan gần gũi với tiếng Indonesia và được tìm thấy ở Jakarta và các khu vực lân cận.

## Hệ thống viết
Tiếng Indonesia được viết nhờ sử dụng bảng chữ cái Latinh. Nó hợp lý ngữ âm hơn so với nhiều ngôn ngữ - mức độ tương ứng giữa âm và dạng viết nói chung rất chuẩn mực.
Các phụ âm được đại diện ở một mức độ nào đó tương tự như tiếng Ý, Mặc dù ‹c› luôn luôn là /tʃ/ (như ‹ch› của tiếng Anh), ‹g› luôn luôn là /ɡ/ ("hard") và ‹j› đại diện cho /dʒ/ tương tự như trong tiếng Anh. Thêm vào đó, ‹ny› đại diện cho âm mũi vòm miệng /ɲ/, ‹ng› được sử dụng cho âm velar mũi /ŋ/ (có thể xảy ra khởi tạo từ), ‹sy› cho /ʃ/ (‹sh› của tiếng Anh) và ‹kh› cho voiceless velar fricative /x/. Cả hai /e/ và /ə/ đều được đại diện bởi ‹e›.
Một nguồn gốc chung làm người đọc nước ngoài lúng túng, đặc biệt là khi đọc địa danh, là các thay đổi đánh vần trong ngôn ngữ xảy ra từ khi Indonesia độc lập. Các thay đổi dùng phổ biến bao gồm:
| Đánh vần cũ | Đánh vần mới |
| ----------- | ------------ |
| oe          | u            |
| tj          | c            |
| dj          | j            |
| j           | y            |
| nj          | ny           |
| sj          | sy           |
| ch          | kh           |

Cái đầu tiên trong các thay đổi này (‹oe› thành ‹u›) đã từng xảy ra xung quanh thời điểm độc lập vào năm 1947; tất cả những cái khác là một bộ phận của cuộc cải cách đánh vần được ủy trị chính thức vào năm 1972. Một vài đánh vần cũ (phái sinh từ chính tả tiếng Hà Lan) sống sót ở trong các tên riêng vốn có; ví dụ, tên của cựu tổng thống Indonesia thỉnh thoảng vẫn còn được viết là Soeharto, và thành phố Trung Java của Yogyakarta thỉnh thoảng được viết là Jogjakarta.

## Thành ngữ và tục ngữ
Ada gula, Ada semut.
Nghĩa đen. "Ở đâu có đường ăn, ở đó có những con kiến". Thành ngữ tương đương trong tiếng Anh hiện đại là "Where there's a will there's a relative". Ở đâu có thứ tốt (đường ăn) ở đó sẽ có người hưởng lợi nó (những con kiến).

## Câu văn thông dụng
Chào hỏi: kawan — đồng chí, tuan — ngài, nyonya — quý bà, saudara — nam công dân, saudari — nữ công dân.
salam, tabik! — Xin chào
selamat pagi — Buổi sáng tốt lành! (chào buổi sáng)
selamat siang — Ngày tốt lành!
selamat sore (malam) — Buổi tối tốt lành! (chào buổi tối)
apa kabar? — Bạn có khỏe không? (Công việc bạn ổn chứ?)
Baik, terima kasih — Cảm ơn, rất tốt
sampai bertemu — Tạm biệt
terima kasih — Cảm ơn
maaf — Xin lỗi
terima kasih kembali — Không có gì/đừng khách sáo
Saudara mau apa? — Bạn muốn gì? (Bạn cần gì?)
saya mau teh (kopi) — Tôi muốn (uống) trà (cà phê)
saya mau beristirahat — Tôi muốn nghỉ ngơi
saya mau tidur — Tôi muốn ngủ
saya perlu tahu — Tôi cần biết...
saya mau mengatakan — Tôi cần nói...
silakan tanggalkan — mời vào
silakan jalanterus — mời bạn đi qua
silakan lihat — xin hãy xem này
silakan dengar — xin hãy lắng nghe
boleh saya mengundang Saudara pergi kepesta malam — cho phép tôi mời bạn đến dự tiệc
saya setuju — tôi đồng ý
saya percaya akan — tôi tin vào điều này
saya tidak bisa — tôi không thể
jangan/tidak bisa — không thể được
itu tidak mungkin — điều này không thể nào
sayang — tiếc
sayang sekali — rất tiếc
untunglah — rất may là
boleh jadi — có thể là
dikatakan bahwa... — người ta nói rằng
perlu — cần, tidak perlu — không cần
saya harus — tôi phải, saya mau — tôi muốn, saya terpaksa — tôi buộc phải
saya dapat/bisa — tôi có thể, saya tidak dapat/bisa — tôi không thể
semua berjalan baik — tất cả đều ổn
cuaca — thời tiết
hari ini cuaca baik? — thời tiết hôm nay tốt chứ?
tidak, hari ini cuaca jelek — không, hôm nay thời tiết xấu
matahari bersinar terang — mặt trời chiếu sáng rực rỡ
bisa mandi — có thể tắm, tidak bisa mandi — không được tắm
waktu — thời gian
jam berapa sekarang? — bây giờ là mấy giờ rồi?
sekarang jam delapan — bây giờ là 8 giờ (pagi — sáng, malam — tối)
pagi hari — buổi sáng
pada pagi hari — vào buổi sáng
siang — ban ngày
pada siang (hari) — vào ban ngày
sore — buổi tối, malam — ban đêm, khuya (các trạng từ thời gian được tạo thành tương tự ở trên)
detik, sekon — giây, menit — phút, jam — giờ
sehari semalam — ngày đêm
di kota — trong thành phố
bagaimana saya dapat sampai di bulevar? — Làm sao tôi có thể tới đại lộ?
ada sungai di kota ini? — Trong thành phố này có dòng sông nào không?
lorong park — đường có trồng cây ở công viên, di lorong park — quanh/khắp các con đường có trồng cây ở công viên

## Tối thiểu từ vựng
Giải phẫu học
kepala — đầu, muka — mặt, tengkorak — sọ/đầu lâu, dahi — trán, mata — mắt, telinga — tai, hidung — mũi, pipi — má, mulut — miệng, bibir — môi, gigi — răng, darah — máu, rambut — tóc, leher — cổ, dada — ngực, kaki — chân, paha — đùi, lutut — đầu gối, telapak — bàn chân, tumit — gót chân, tangan — tay, bahu — vai, siku — cùi chỏ/khuỷu tay, jantung — tim, jari — ngón.
Thiên nhiên
tanah — đất, darat — đất liền/đất nổi, benua — lục địa, air — nước, langit — bầu trời, angin — gió, fajar — bình minh, gunung — núi, ranah — thung lũng, padang — cánh đồng, sawah — trường văn hóa, alas, hutan (utan) — rừng, jalan — con đường, api — lửa, asap — khói, mega — mây,
laut — biển, samudra — đại dương, ombak — sóng, paja, rawa — đầm lầy, pulau — đảo, kepulauan — quần đảo, tanjung — mũi đất, danau — hồ, sungai, bengawan — sông, matahari — mặt trời, bintang — ngôi sao, bulan — tháng, malama — mặt trăng, kutub — cực, Kutub Selatan — cực Nam/Nam Cực, Kutub Utara — Bắc cực, utara — bắc, timur — đông, selatan — nam, barat — tây, timur-laut — đông bắc, tenggapa — đông nam, barat-daja — tây nam, barat-laut — tây bắc, cakrawala — chân trời;
minjak-tanah — dầu, aluminium-tanah — nhôm, nikel-tanah — nikel, manggan — mangan, besi — sắt, badja — thép, emas — vàng, perak — bạc, intan — kim cương, zamrud — ngọc bích, mutiara — ngọc trai;
pohon — cây, daun — lá, dajan — cành, rumput — cỏ, padi, nasi — gạo, palem — cây cọ, bunga — đóa hoa, bunga-raja — хибискус, bunga-mawar, ros — hoa hồng, bunga-melati — cây nhài lài, padma — cây sen, bumbu — пряности, merica — cây tiêu, lombok — ớt, ertjis — đậu Hà Lan, pakutanjung — cây dương xỉ, apel — táo, per — lê, pruim — mận, ceri — anh đào, benih — hạt, hạt giống, kopi — cà phê, teh — trà;
binatang — động vật, burung — chim, ular — rắn, kakatua — chim cockatoo (họ vẹt, có mào lớn trên đầu), buaya — cá sấu, badak — tê giác, babi — lợn, domba — cừu, matjan, harimau — hổ, singa — sư tử, monyet — khỉ, katat — ếch, gajah — voi, orang hutan — đười ươi.
Khí hậu
iklim, hawa — khí hậu, panas — nóng, ấm, sangat panas — rất nóng, pengap — oi bức, dingin — lạnh, sejuk — mát mẻ, lembab — ẩm ướt, musim — mùa, musim dingin — mùa đông, musim panas — mùa hè, musim rontok — mùa thu, musim semi — mùa xuân.
Đất nước và thành phố
keradjaan — vương quốc, ibukota — thủ đô, swapradja — công quốc, kampung — làng, thôn, provinsi — tỉnh, negeri — đất nước, daulat — quốc gia, rumah — nhà, rumah-makan — nhà hàng, pasar — chợ, kantor pos -bưu điện, hotel — khách sạn, istana — cung điện, kebun — vườn, mesjid — giáo đường (Hồi Giáo);
Con người
rakyat — nhân dân/dân tộc, orang — con người, orangorang — người, lelaki — đàn ông, wanita, perempuan — phụ nữ, nona — cô gái, anak — trẻ con, đứa bé, anak-lelaki — cậu bé, anak-perempuan — cô bé, ayah — cha, ibu — mẹ, putera, anak-piatu — con trai, puteri, anak-gadis — con gái, abang — anh, adik — em trai, nenek laki — ông, nenek-perempuan — bà, laki — chồng, isteri — vợ, gadis — thiếu nữ/cô gái, guru — thầy, mahaguru — giáo sư, paderi — linh mục (Thiên chúa giáo), raja — hoàng đế, vua, ratu — nữ hoàng, tuan — quý ông, nyonya — quý bà, budak — nô lệ, gubernur — tỉnh trưởng, pulubalang — thống lĩnh/chỉ huy, laksamana — đô đốc, putera — hoàng tử, puteri — công chúa, menteri — bộ trưởng, saudagar — nhà buôn, uskup — giáo chủ, bangsawan — người quý tộc.
Khác
rupa — dạng/hình thức, pantasi, lamunan — sự tưởng tượng/hão huyền, mơ ước, arwah — tâm hồn, tanda — dấu hiệu, asmara — tình yêu, sự nhiệt tình, bau — mùi, kebagusan — vẻ đẹp, gelar — tước vị, gaja — năng lượng, lực, hajat — cuộc sống, adjal — cái chết, sự kết thúc, hadjat — nguyện vọng, sự vươn tới, udik — nguồn, kain — vải vóc, surat — bức thư, puisi — thơ ca, angka — chữ số, huruf, aksara — chữ cái, ilmu — khoa học, surat edaran — tài liệu, belah — phía, garis — đường, черта, habis — sự kết thúc, istirahat — sự nghỉ ngơi, lampang — biểu tượng, zaman — thời đại, kertas — giấy, benda — đồ đạc.
Tính từ
baik — tốt, cantik — đẹp, buruk, jelek, jahat — xấu, dở, tinggi — cao, rendah — thấp, panjang — dài, pendek — ngắn, sulung — già hơn, bungsu — trẻ hơn, gemuk — dày, tipis — mỏng, besar — lớn, kecil — bé, tua — cũ, baru — mới, lebar — rộng, sempit — hẹp, cepat — nhanh, pelan — chậm, kuat — mạnh, lemah — yếu, empuk — mềm, keras — cứng, terang — sáng, penuh — đầy, penting — rỗng, kering — khô, basah — ẩm, sering — dày đặc, djarang — hiếm, kanan — phải, kiri — trái, betul — đúng, salah — sai, asam — chua, manis — ngọt, asin — mặn, tawar — nhạt

## Các liên kết ngoài
- Bản mẫu:Wikitravelphrasebook
- Indonesia History
- Learning Indonesian Lưu trữ ngày 7 tháng 4 năm 2010 tại Wayback Machine
- Learning Indonesian on the Internet Lưu trữ ngày 6 tháng 3 năm 2013 tại Wayback Machine
- Indonesia WWW Virtual Library Lưu trữ ngày 11 tháng 11 năm 2009 tại Wayback Machine
- Bahasa Indonesia Dictionary Lưu trữ ngày 12 tháng 10 năm 2007 tại Wayback Machine
- Learning Indonesian in 7 Days (SEAsite)
- Indonesia Translator
- Google Indonesia Translator
- Indonesia Dictionary